# Deceatas
Los deceatas (en griego, Δεκιῆται) era una tribu ligur documentada en el siglo V a. C. Vivían en el área de Antibes, en lo que es Francia actualmente, al oeste del río Var. El límite con la tribu ligur de los oxibianos estaba al oeste de Antipolis y al este de Forum Julii. Los deceatas tenían un pueblo en el área, oppidum Deciatum pero este no era Antibes propiamente.

In litoribus aliquot sunt cum aliquis nominibus loca: ceterum rarae urbes quia rari portus, et omnis plaga austro atque africo exposita est. Nicaea tangit Alpes, tangit oppidum Deciatum, tangit Antipolis.